# Julita
Julita je žensko osebno ime.

## Izvor imena
Ime Julita je različica ženskega osebnega imena Julija.

## Pogostost imena
Po podatkih Statističnega urada Republike Slovenije je bilo na dan 31. decembra 2007 v Sloveniji število ženskih oseb z imenom Julita: 26.

## Osebni praznik
Osebe z imenom Julita  godujejo 30. julija (Julita, mučenka, † 30. julija, 303).